# Panrussism
Panrussism (av grekiska pan, "allt"), strävandet att utbreda ryskt välde eller rysk kultur över alla slaviska folk.